# Мемфіс (Мічиган)
Мемфіс (англ. Memphis) — місто (англ. city) в США, в округах Маком і Сент-Клер штату Мічиган. Населення — 1084 особи (2020).

## Географія
Мемфіс розташований за координатами 42°53′43″ пн. ш. 82°46′7″ зх. д. / 42.89528° пн. ш. 82.76861° зх. д. (42.895250, -82.768726).  За даними Бюро перепису населення США в 2010 році місто мало площу 2,98 км², з яких 2,90 км² — суходіл та 0,08 км² — водойми.

## Демографія
Згідно з переписом 2010 року, у місті мешкали 1183 особи в 474 домогосподарствах у складі 320 родин. Густота населення становила 397 осіб/км².  Було 514 помешкання (173/км²).
Расовий склад населення:
| - 97,6 % — білих - 0,8 % — чорних або афроамериканців - 0,3 % — корінних американців |

До двох чи більше рас належало 0,8 %. Частка іспаномовних становила 2,1 % від усіх жителів.
За віковим діапазоном населення розподілялося таким чином: 24,3 % — особи молодші 18 років, 61,9 % — особи у віці 18—64 років, 13,8 % — особи у віці 65 років та старші. Медіана віку мешканця становила 39,4 року. На 100 осіб жіночої статі у місті припадало 91,7 чоловіків;  на 100 жінок у віці від 18 років та старших — 86,1 чоловіків також старших 18 років.
Середній дохід на одне домашнє господарство  становив 54 078 доларів США (медіана — 45 234), а середній дохід на одну сім'ю — 68 500 доларів (медіана — 65 500). Медіана доходів становила 50 781 долар для чоловіків та 35 341 долар для жінок. За межею бідності перебувало 11,1 % осіб, у тому числі 14,2 % дітей у віці до 18 років та 8,6 % осіб у віці 65 років та старших.
Цивільне працевлаштоване населення становило 537 осіб. Основні галузі зайнятості: виробництво — 38,2 %, освіта, охорона здоров'я та соціальна допомога — 16,6 %, роздрібна торгівля — 9,9 %, мистецтво, розваги та відпочинок — 5,4 %.